# オーテック・ザガートステルビオ
オーテック・ザガート・ステルビオ（英:Autech Zagato Stelvio ）は、日産自動車の子会社であるオーテックジャパンが、イタリアのカロッツェリア・ザガート(現SZデザイン)と共同開発したクーペで、「オーテック・ステルビオ・ザガート」とも呼ばれた。

## 概要

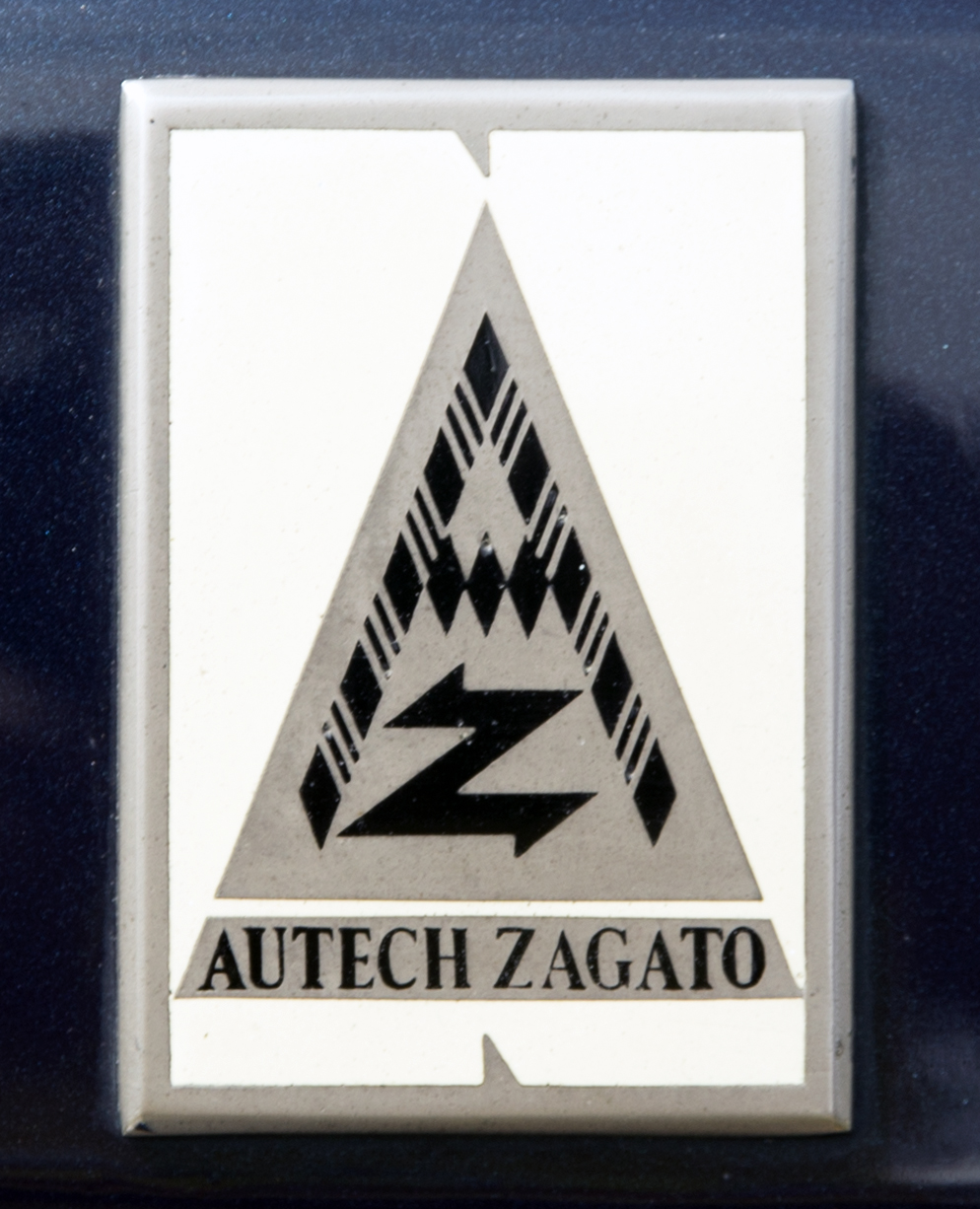
専用エンブレム

2代目レパード（F31）のシャシをベースに、ハンドメイドのアルミ製ボディ+カーボンファイバー製ボンネットフードを乗せ、内装は総革張りという豪華な作りでバブル期を象徴する一台だった。少量生産車ではあるが、運輸省への届出上は「レパードの改造車」という扱いではなく、車名・オーテックザガート、車両型式・E-AZ1として型式指定を受けている。主に日本へ輸出され、日本での車両本体価格は1,780万円と当時のメルセデス・ベンツ・560SEL（1,365万円）等より高額な設定だった。
生産台数は公式には「200台+プロトタイプ3台」とされているが、実際の販売台数は100台強で、オーテックはエンジンやトランスミッションなどの余剰在庫を抱えた。そのため後に在庫を解消する目的で、ザガート・ガビア、スカイラインR31ベースの「S&Sドリフトパッケージ」といった車両が企画されることとなった。

## 解説
1990年頃に限定販売され、日本国内へは100台限定とされた。開発はオーテックジャパン、デザインはザガート、F31レパード後期型ベースで、エンジンはVG30DET改の2,960cc V6 DOHC ターボで最高出力280PS/6,000rpm、最大トルク41.0Kgm/2,800rpmの後輪駆動車（FR）。4速ATの設定で、サスペンションは前輪ストラット後輪セミトレーリングアーム式サスペンションとなる。ブレーキは前後ともにベンチレーテッドディスク。外装は全面的に変更され、サイドミラーはフェンダーミラーをボディに内蔵するというユニークなもので、側面の窓も三角窓が採用された。
内装はインパネとセンターコンソールは基本的にレパードとの共用部品だが、インパネ（ダッシュボード）は全面本革＆ベロア張りで助手席から中央にかけて、上部は形状も微妙に変更され、本木目パネルも追加された。オーディオはこの年代の日産自動車でよく取り付けられていたカセット／CDデッキを装備。シートはイタリア製本革を使用していて、レパード特有の中折れ式助手席（パートナーコンフォタブルシート）はなし。ステアリングは専用だが、ATシフトレバーとハンドブレーキレバーは共用。メーターレイアウトは同じだが、背板の字体は変更されている（どちらもホワイトメーター）。タイヤとアルミホイールは変更されていて、レパードよりワンサイズ大きな225/50R16となっている。
名称のステルビオの由来はアルプス山脈スイス・イタリア国境のステルビオ峠であり、当時オーテックの社長だった桜井眞一郎が、プリンス自動車時代に上司の中川良一と出張の途中に立ち寄った同峠に感銘を受けたためと言われている。
ボディにフェンダーミラーを内蔵するのは桜井のアイデアといわれているが、奇抜ではあるもののデザイン的な評判はあまり良くない。日本ではドアミラーが運輸省（現在の国土交通省）の規制が解ける1980年代に普及する以前はフェンダーミラーのみしか採用できないこともあり、国内では一般的であったものの、日本やイギリスなど一部の国以外では一般的ではなく、ザガートのスタッフはフェンダーミラーの存在を知らず、デザイン発注の際に困惑したと言われる。